# Marinebefehlshaber Griechenland
Die Dienststelle Marinebefehlshaber Griechenland war eine Kommandobehörde der Kriegsmarine im Zweiten Weltkrieg.

## Geschichte
Die Dienststelle wurde im April 1941 in Athen durch die Umbenennung des Marinebefehlshabers A, welcher seit Februar 1941 in Philoppopel (Bulgarien) aus dem Stab des Küstenbefehlshabers Nordfriesland gebildet worden war und dem OKM unterstand, aufgestellt und dem Admiral Südost unterstellt. Im Juli 1941 wurde die Dienststelle bereits in den Admiral Ägäis überführt.

## Unterstellte Kräfte
- Kommandant der Seeverteidigung Attika
- Kommandant der Seeverteidigung Saloniki

## Marinebefehlshaber
- Konteradmiral Hans-Hubertus von Stosch, war einziger Marinebefehlshaber A und wurde nach der Auflösung der Dienststelle Admiral Ägäis

## Chef des Stabes
- Kapitän zur See Werner Peters